# Oktay Sinanoğlu
Oktay Sinanoğlu (25. února 1935 v Bari v Itálii – 19. dubna 2015 v Miami v USA) byl turecký fyzikální chemik a molekulární biofyzik, který významně přispěl k teorii elektronové korelace v molekulách, statistické mechanice klatrátových hydrátů, kvantové chemii a teorii solvatace.
V roce 1960 Sinanoğlu nastoupil na katedru chemie na Yaleově univerzitě v USA, v roce 1963 byl jmenován řádným profesorem chemie a v roce 1964 založil na univerzitě katedru teoretické chemie. Ve věku 28 let se tak stal nejmladším řádným profesorem v historii Yaleovy univerzity ve 20. století a třetím nejmladším v její 300leté historii. Této univerzitě zůstal věrný 37 letech až do svého odchodu do důchodu.
Sinanoğlu kromě své vědecké práce byl členem Rady pro vědecký a technologický výzkum Turecka (TÜBİTAK) a Japonské společnosti pro podporu vědy (JSPS). Působil také jako konzultant tureckých univerzit a v roce 1962 mu správní rada Blízkovýchodní technické univerzity v Ankaře udělila titul konzultujícího profesora.

## Mládí a vzdělání

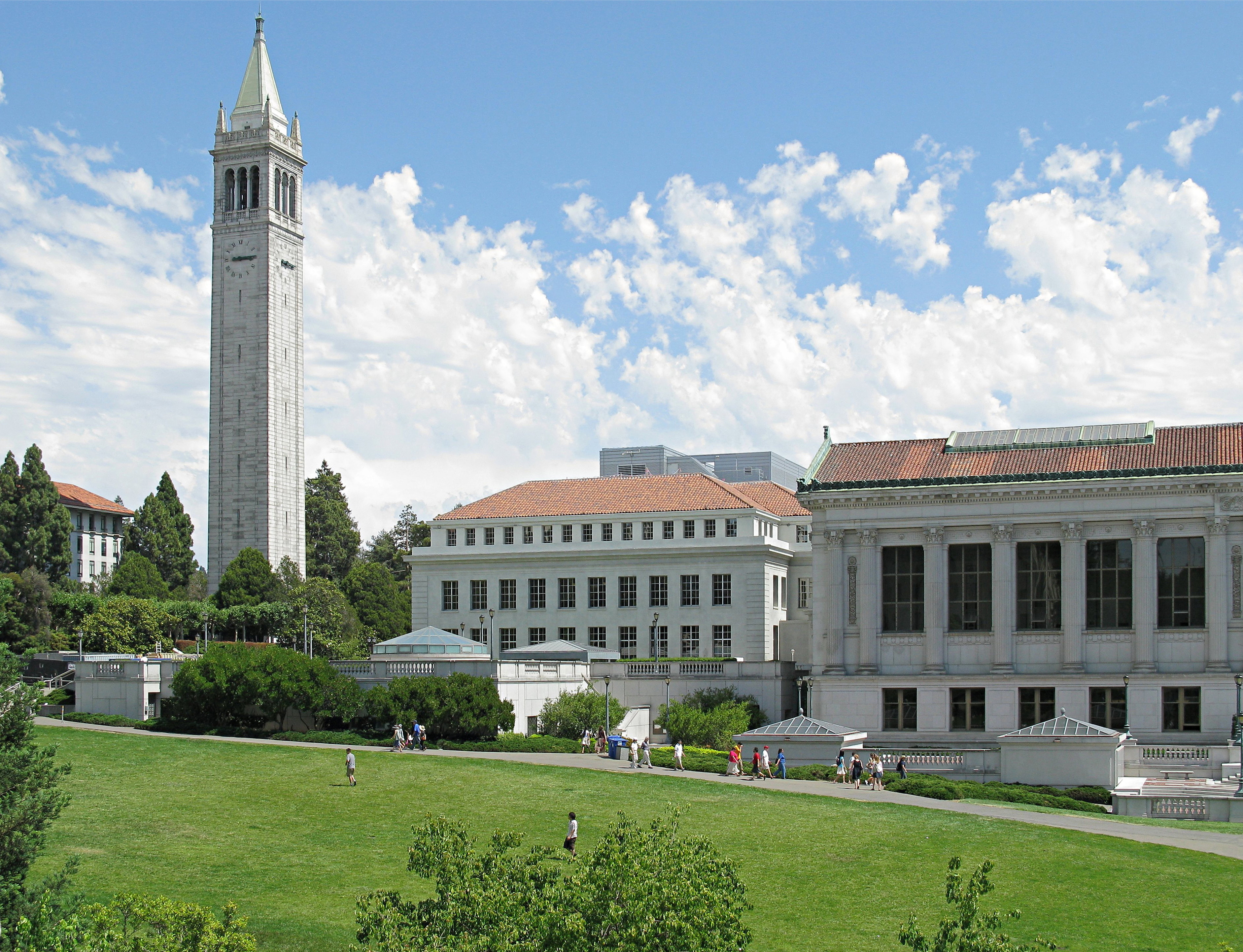
Kalifornská univerzita v Berkeley

Sinanoğlu se narodil 25. února 1935 v italském Bari. Jeho otcem byl Rüveyde (Karacabey) Sinanoğlu a matkou Nüzhet Haşim. Jeho otec byl spisovatel a konzulární úředník na tureckém konzulátu v Bari. Před začátkem druhé světové války v roce 1938 se rodina vrátila do Turecka. Sinanoğlu měl mladší sestru Esin Afşar (1936-2011), která se stala známou zpěvačkou a herečkou.

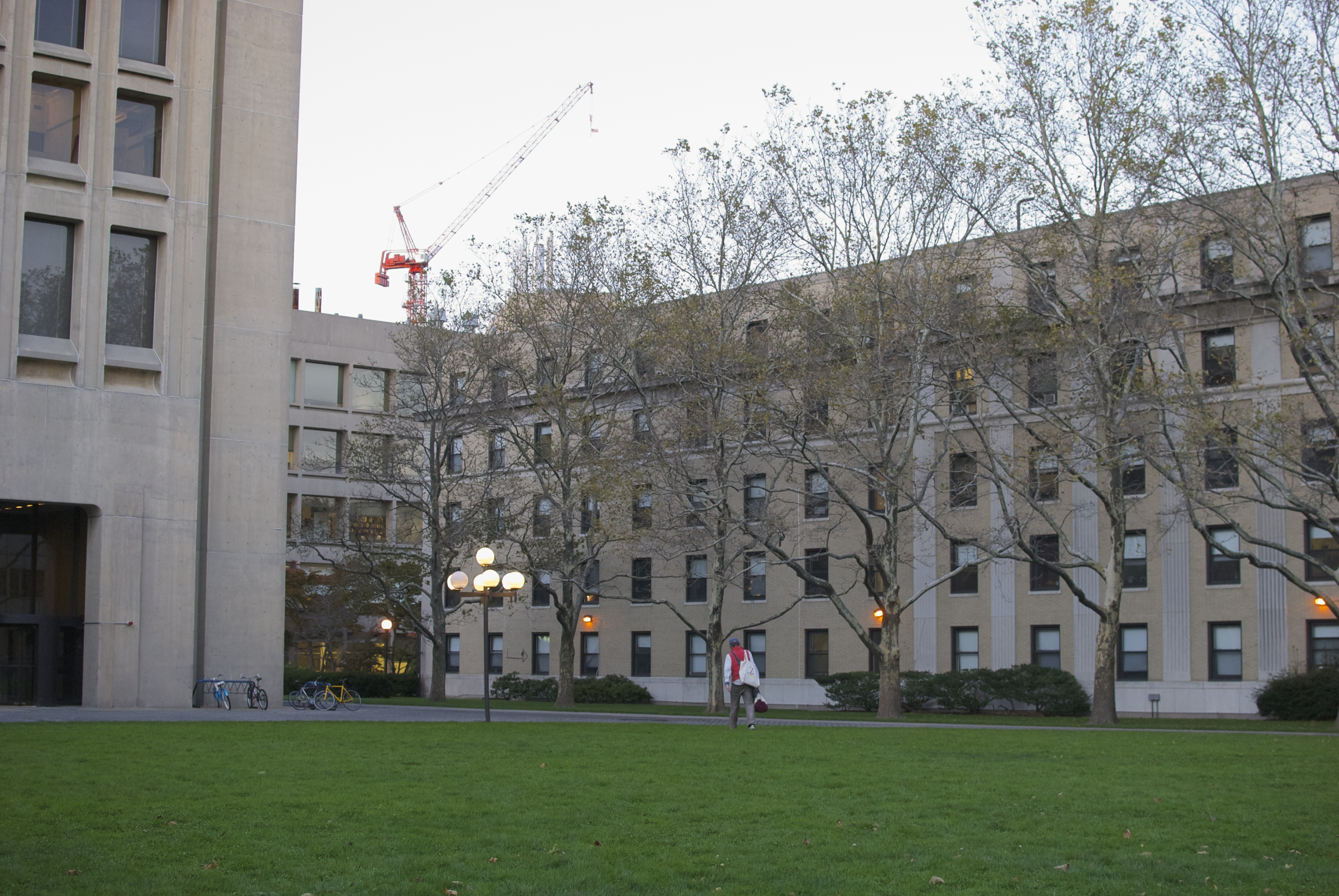
Massachusettský technologický institut (MIT)

V roce 1951 Sinanoğlu absolvoval TED Ankara College Foundation Schools, což je skupina soukromých škol v Turecku skládající se z mateřské, základní, střední a vysoké školy.
V roce 1953 odjel do Spojených států, kde začal studovat na Kalifornské univerzitě v Berkeley, kterou absolvoval s titulem BSc v roce 1956. V roce 1957 dokončil magisterský titul na Massachusetts Institute of Technology (MIT) ve městě Cambridge ve státě Massachusetts. Jako perspektivní vědec získal Sloanovo výzkumné stipendium. To je stipendium udělované nadací Alfreda P. Sloana od roku 1955 a jeho cílem je poskytovat podporu a uznání začínajícím vědcům.
V letech 1958-1959 absolvoval predoktorandské stipendium. Doktorát z fyzikální chemie získal pod vedením Kennetha Pitzera v roce 1960 na Kalifornské univerzitě v Berkeley.

## Kariéra

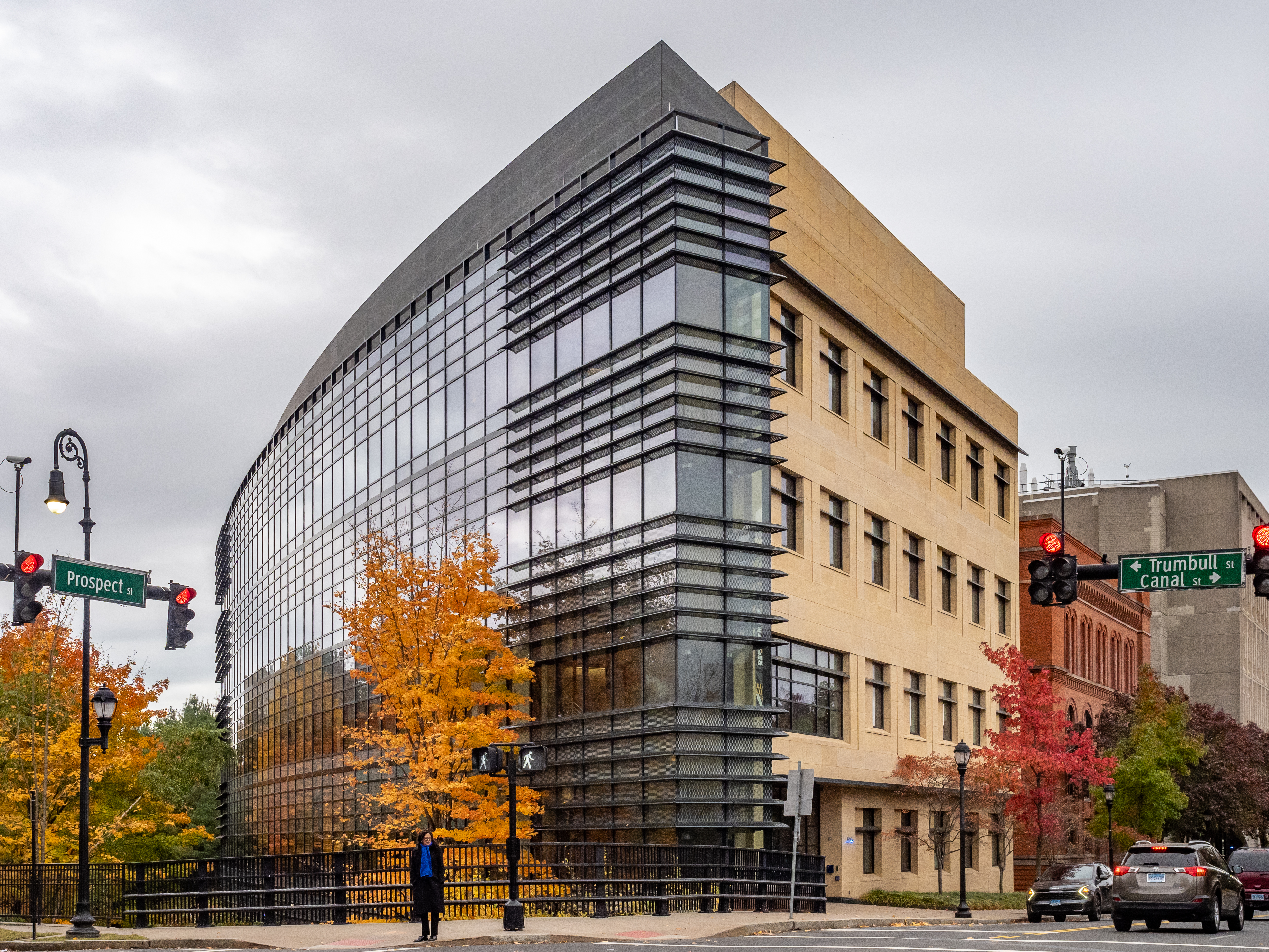
Yaleova univerzita - budova inženýrství a aplikované vědy

V roce 1960 Sinanoğlu nastoupil na katedru chemie na Yaleově univerzitě v New Havenu v Connecticutu. V roce1963 byl jmenován řádným profesorem chemie. Ve věku 28 let se tak stal nejmladším řádným profesorem v historii Yaleovy univerzity ve 20. století a třetím v její 300leté historii. V roce 1964 založil na univerzitě katedru teoretické chemie.
Sinanoğlu během svého působení na Yale vyvinul několik teorií:
- mnohaelektronová teorie atomů a molekul (1961)
- teorii solvatace (1964)
- síťovou teorii spojených chemických reakcí (1974)
- popsal mikrotermodynamické povrchové napětí (1981)
- teorii vzorců valenčních interakcí (1983)
- Na základě svých matematických teorií vyvinul metodu Sinanoğlu Made Simple, pomocí níž a použití jednoduchých obrázků a tabulek mohou chemici předpovědět složité chemické reakce na základě kvantové chemie (1988).

Jeho nejcitovanějším článkem z roku 1961 byl popis elektronové korelace, která definuje interakci mezi elektrony v elektronové struktuře kvantového systému. Práce navazovala na Hartreeho-Fockovu metodu a umožňovala popis elektronů v molekulách s větší přesností. Zároveň tato práce byla předchůdkyní později široce používané metody sdružených klastrů (Coupled cluster - CC), což je numerická technika používaná pro popis systémů mnoha částic.
Dále se zabýval statistickou mechanikou klatrátových hydrátů, solvatací a povrchovým napětím. Jeho závěrečné projekty byly zaměřeny na vývoj teorie vzorců valenčních interakcí a metody pro předpovídání vzorců energetických hladin pro sloučeniny pomocí grafů.
V roce 1997 odešel Sinanoğlu do důchodu po 37 letech práce na fakultě Yaleovy univerzity. Nadále však pracoval na katedře chemie na Technické univerzitě Yıldız v Istanbulu až do roku 2002.

## Osobní život a smrt
V roce 1963 se Oktay Sinanoğlu oženil s Paulou Armbrusterovou, která na Yaleově univerzitě absolvovala postgraduální práci. Měli spolu tři děti. Po jejich rozvodu se jeho ženou stala Dileke Sinanoğlu a z tohoto manželství se narodila dvojčata. Rodina bydlela ve Fort Lauderdale na Floridě a také v Istanbulu v Turecku.
Oktay Sinanoğlu zemřel 19. dubna 2015 ve věku 80 let. Jeho tělo bylo převezeno do Turecka, kde byl pohřben na hřbitově Karacaahmet v Üsküdaru po náboženském pohřebním obřadu v mešitě Şakirin.

## Publikace
- Sinanoğlu byl autorem nebo spoluautorem více než 200 vědeckých článků a knih.
- V roce 2005 napsal Sinanoğlu dvě knihy o současných událostech v Turecku - Target Turkey a Bye Bye Turkish.
- V roce 2001 napsala turecká spisovatelka Emine Çaykara bestseller o jeho životě a díle: Turecký Einstein, Oktay Sinanoğlu (turecky: Türk Aynştaynı Oktay Sinanoğlu Kitabı).

## Vyznamenání
- V roce 1966 obdržel cenu TÜBİTAK Science Award za výzkum v chemii
- V roce 1973 cenu Alexandera von Humboldta za výzkum v chemii
- V roce 1975 International Outstanding Scientist Award of Japan
- V tureckých médiích bylo uvedeno, že Sinanoğlu byl dvakrát nominován na Nobelovu cenu za chemii, ale toto tvrzení není podpořeno skutečnými údaji Nobelovy nadace.